# Louis-Georges Niels
Louis-Georges Niels (ur. 2 maja 1919 w Brukseli, zm. 16 lutego 2000 w Miami) – belgijski bobsleista, srebrny medalista igrzysk olimpijskich.

## Kariera
Największy sukces osiągnął w 1948 roku, kiedy reprezentacja Belgii w składzie: Max Houben, Alfred Mansveld, Louis-Georges Niels i Jacques Mouvet zdobyła srebrny medal w czwórkach podczas igrzysk olimpijskich w Sankt Moritz. Był to jego jedyny medal wywalczony na międzynarodowej imprezie tej rangi. Na tej samej imprezie był też dziesiąty w dwójkach, startując w parze z Marcelem Leclefem.